# 松原久子
松原 久子（まつばら ひさこ、1935年〈昭和10年〉5月21日 - ）は、日本出身の学者、ドイツ評論家、著作家である。
京都府出身。ドイツ・ペンクラブ会員。アメリカ合衆国カリフォルニア州在住。

## 人物
生家は京都市の建勲神社で、同市で育つ。
国際基督教大学を1958年に卒業後、アメリカ合衆国・ペンシルベニア州立大学（舞台芸術科）で修士号取得、日本演劇史を講義した。その後、ドイツ・ゲッティンゲン大学大学院にてヨーロッパ文化史を専攻、1970年に博士号（日欧比較文化史）を取得した。
ドイツでは週刊の全国紙「DIE ZEIT」でコラムニストを務めたほか、西ドイツ国営テレビ（当時）で日欧文化論を展開。
1987年にアメリカ合衆国・カリフォルニア州に移住。スタンフォード大学フーバー研究所特別研究員を経て、著作活動を続けている。
版画家の松原直子は妹。

## 著作

### 日本語
- 「日本人とドイツ人 - ドイツ家庭教育に学ぶもの」1974年、三笠書房
- 「日本の知恵 ヨーロッパの知恵」　1985年、三笠書房
- 「和魂の時代 - 開き直った『杭』は打たれない!」1987年、三笠書房
- 「言挙げせよ日本 - 欧米追従は敗者への道」2000年、プレジデント社
- 「驕れる白人と闘うための日本近代史」2005年、文藝春秋

### ドイツ語
評論・小説・戯曲で15の著作がある。